# Фрідріх Вільгельм Райффайзен
Фрідріх Вільгельм Райффайзен (нім. Friedrich Wilhelm Raiffeisen; 30 березня 1818 — 11 березня 1888) — німецький громадський діяч, бургомістр, піонер кооперативного руху.
На честь Райффайзена названі кооперативні банки в різних країнах.

## Біографія
Фрідріх Вільгельм Райффайзен народився 30 березня 1818 року в Гаммі (Зіг), він був сьомим з дев'яти дітей в сім'ї. Батько — Готтфрід Фрідріх Райффайзен, селянин, деякий час займав посаду бургомістра Гамма (Зіг). Мати — Амалія Християна Зузанна Марія, до шлюбу Ланцендерфер, дочка аптекаря з Ремагену. У 14 років, закінчивши школу, Райффайзен три роки здобував освіту від місцевого пастора, з 17 років служив у лавах прусської армії, зокрема в Кельні, Кобленці і Зайні. У зв'язку з хворобою зору Райффайзен в 1843 році був змушений покинути військову службу. З 1845 року — бургомістр Вайербуша, з 1848 — Фламмерсфельда, з 1852 до 1865 — Хеддерсдорфа. В 1865 році, коли йому було 47 років, Райффайзен змушений був припинити кар'єру через погіршення здоров'я, у 1863 році під час епідемії епідемічного висипного тифу, внаслідок якого померла його дружина, він сам захворів на цю хворобу. Оскільки невелика пенсія не дозволяла забезпечувати сім'ю, Райффайзен відкрив невеликий сигарний завод, потім винну компанію. У 1867 році одружився з вдовою Марією Панзерот. Вона пережила його на 12 років, від цього шлюбу дітей у них не було. Райффайзен помер 11 березня 1888 року в Хеддерсдорфе (нині частина Нойвида) у віці 69 років.

## Діяльність

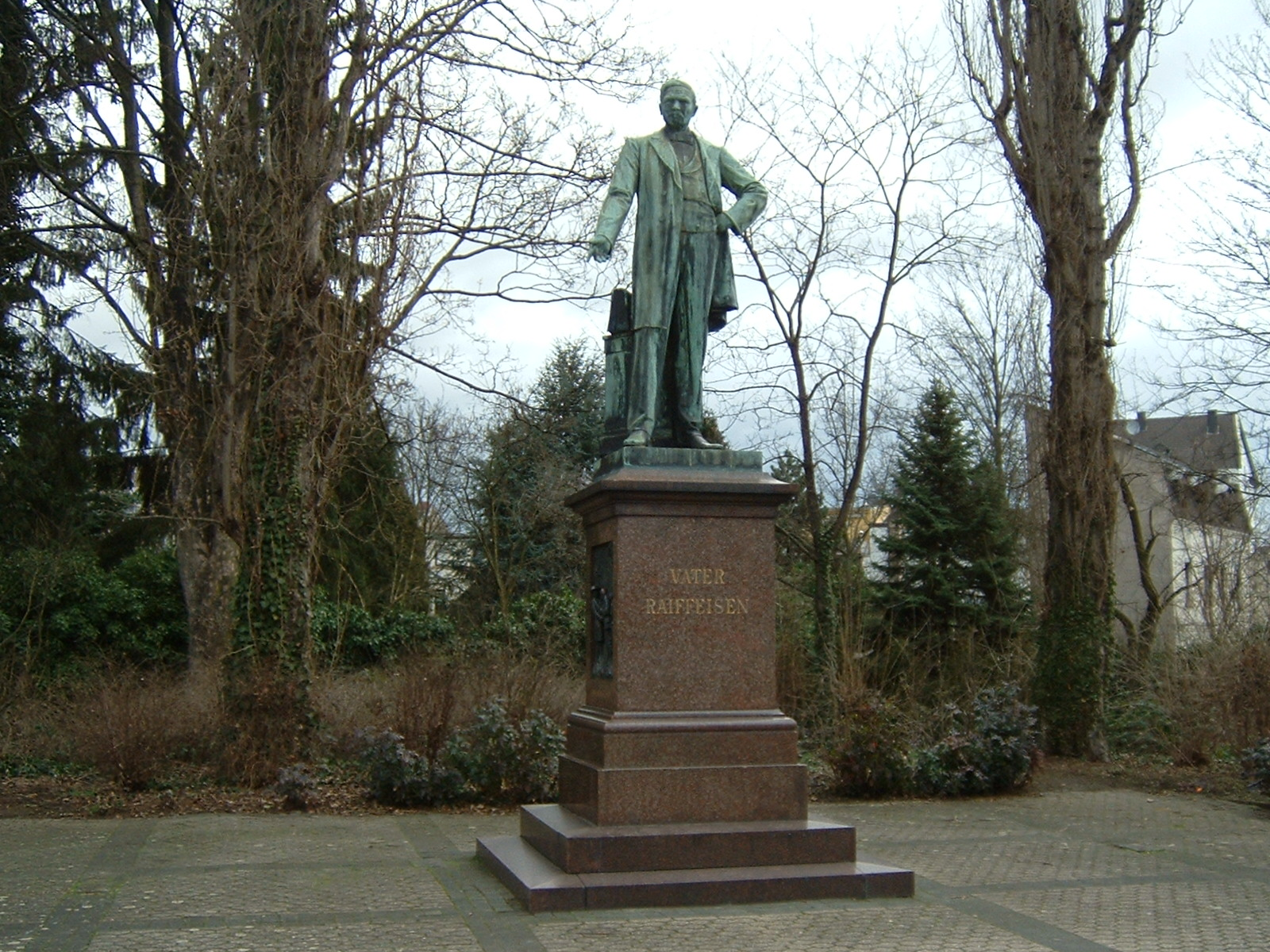
Пам'ятник у Нойвіді

До ідеї кооперативної взаємодопомоги Райффайзен прийшов під час перебування на посаді бургомістра Фламмерсфельда, спостерігаючи за життям селян, які перебувають під тиском лихварів. В 1864 році він заснував перший кооперативний кредитний банк, що став також першим сільським кредитним споживчим кооперативом.
Через убогість бідної частини населення під час голодної зими 1846-1847 рр. він заснував товариство «Verein für Selbstbeschaffung von Brod und Früchten» («Товариство самозаготівлі хліба і зерна», також «Хлібне товариство»). Райффайзен закуповував борошно на кошти, отримані від приватних пожертвувань. Хліб випікали у власній пекарні товариства і поширювали серед найбідніших верств населення. Хлібне товариство, як і Товариство допомоги, засноване в 1849 році під Фламмерсфельдом, а також Благодійне товариство, створене в 1854 році в Хеддерсдорфі, стали попередниками кооперативних товариств і були засновані на принципі благодійної допомоги.
Він заснував школу у Фламмерсфельді, а потім ще дві школи в довколишніх селах. Крім цього, він виступив ініціатором будівництва дороги з Вайербуша через Фламмерсфельд і Ренгсдорф до Рейну, а потім до Гамма (Зіг). Ця дорога, яка частково збігається з сучасною федеральної дорогою Bundesstraße 256, 23 березня 1984 року отримала назву Historische Raiffeisenstraße («Історична дорога Райффайзена»), з'єднуючи місце його народження і пам'ятник в Нойвіді.
У 1864 році в Хеддерсдорфі Райффайзен заснував Heddesdorfer Darlehnskassenverein («Товариство Хеддесдорфскої позикової каси»), що стало прикладом для сучасних кооперативних банків.
Для того, щоб зберегти зрівняння ліквідності між невеликими кредитними банками, у 1872 році Райффайзен заснував перший сільський банк у Нойвіді, Rheinische Landwirtschaftliche Genossenschaftsbank («Рейнський сільськогосподарський кооперативний банк»). У 1881 році він заснував друкарню Raiffeisen Druckerei в Нойвіді, що існує до цього часу.
Райффайзен був переконаним євангельським християнином, його мотивацією до соціально-політичної діяльності, як він писав, служила віра і Біблія.

## Пам'ять
На честь Фрідріха Вільгельма Райффайзена названо багато вулиць (наприклад, Raiffeisenring в Нойвиде), міст через Рейн між Нойвідом і Вайсентурмом, школи в Нойвіді, Вайербуші і Гаммі (Зіг), аптека в Гаммі (Зіг), вежа Райффайзен-Турм в Альтенкирхене (Вестервальд) і кооперативні банки в різних країнах, у тому числі «Федеральний союз німецьких народних банків і банків Райффайзена» (Bundesverband der Deutschen Volksbanken і Raiffeisenbanken) і вхідні в його склад місцеві банки в Німеччині, Raiffeisen Landesbank Südtirol — Cassa Centrale Raiffeisen-Alto Adige у Південному Тіролі (Італія), Raiffeisen Zentralbank і місцеві банки, що находять в його склад в Австрії та країнах Східної Європи, включаючи Росію, банк «Райффайзен» у Швейцарії, а також нідерландського Rabobank (повна назва — Coöperatieve Centrale Raiffeisen-Boerenleenbank).

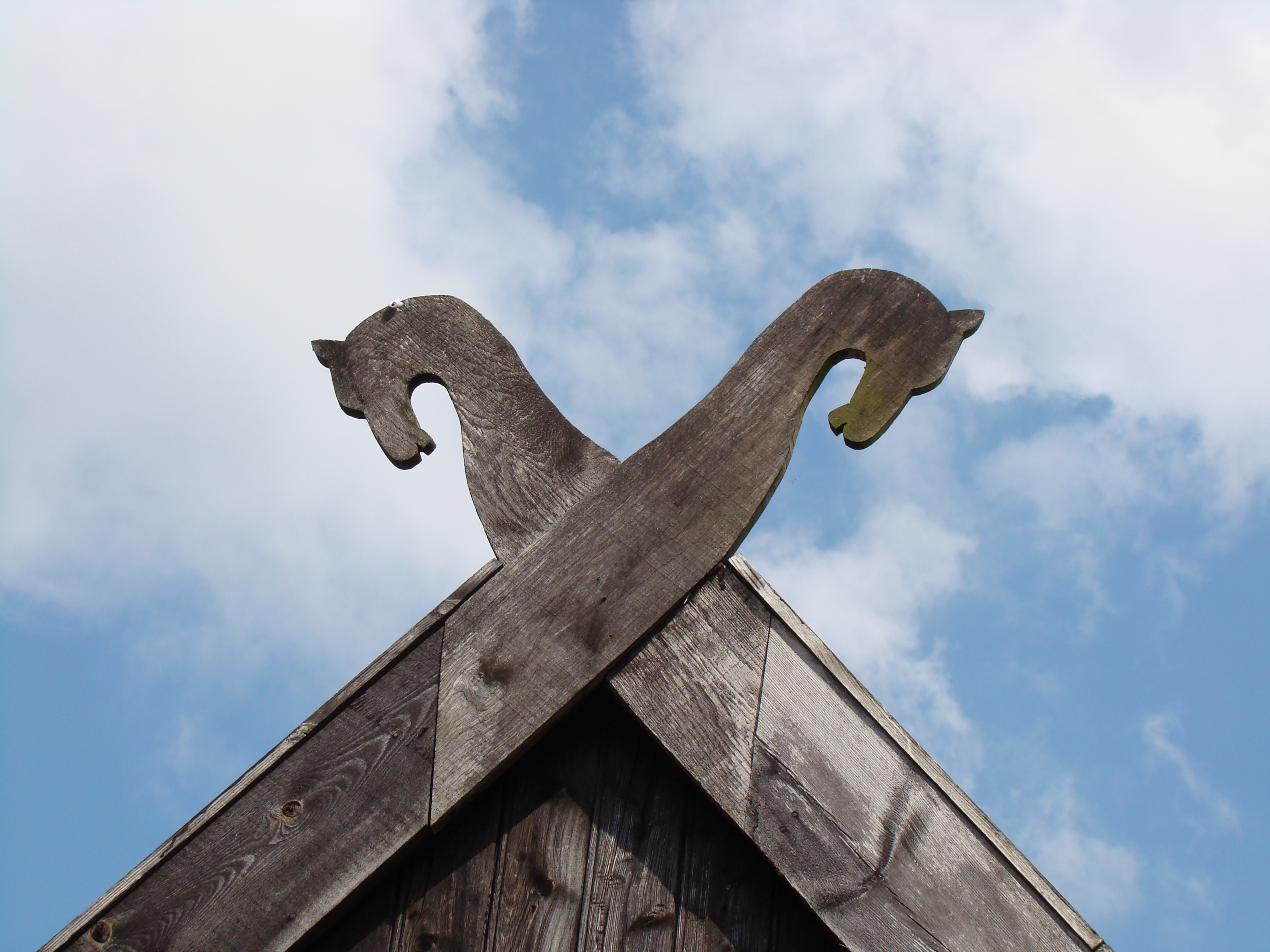
Giebelkreuz, джерело міжнародного символу кооперативних банків Райффайзена

Традиційним символом, що об'єднує банки, які названі на честь Райффайзена, є Giebelkreuz (схрещені кінські голови) — традиційний німецький елемент архітектури, що прикріплювали на дах, аби уникнути небезпек. Він був обраний як символ об'єднання в кооперативи, а також як спосіб захисту від економічних небезпек.
Федеральне міністерство фінансів ФРН у 1968 році до 150-річчя з дня народження Райффайзена випустив пам'ятну монету номіналом 5 марок.
У 1958 році Німецька федеральна пошта випустила поштово-благодійну марку, присвячену Райффайзену, а у 1988 році — коммеморативну марку.